# Mega (liczba)
Mega jest równa Koło(2) lub ② lub Pięciokąt(2) w notacji Steinhausa-Mosera. Została zdefiniowana przez Hugona Steinhausa w jego książce Kalejdoskop matematyczny. Mega może być również zdefiniowana jako {\displaystyle m_{256}} w sekwencji: {\displaystyle m_{0}=256} i {\displaystyle m_{n+1}=m_{n}^{m_{n}}.} Steinhaus udowodnił, że mega jest równa kwadrat(256) w następujący sposób:
Pięciokąt(2) = Kwadrat(Kwadrat(2)) = Kwadrat(Trójkąt(Trójkąt(2))) = Kwadrat(Trójkąt(4)) = Kwadrat(256) = Trójkąt256(256). Używając tzw. notacji generalniej, mega może zostać zapisana jako:
{\displaystyle 2[5]=2[4][4]=2[3]_{2}[4]=2^{2}[3][4]=4[3][4]=4^{4}[4]=256[4]=256[3]_{256}}
Ostatnie czternaście cyfr to: ...93539660742656. Zostały obliczone przez Sbiis Saibian.
Jest to również ostatnia liczba na liście Notable Properties of Specific Numbers Roberta Munafo.

## Przybliżenia w innych notacjach
Mega może być zapisana jako {\displaystyle 2\downarrow \downarrow \downarrow 259} w notacji dolnych strzałek. W notacji strzałkowej może być zapisana w następujący sposób:
{\displaystyle 10\uparrow \uparrow 257<{\text{Mega}}<10\uparrow \uparrow 258\ {\text{lub}}\ 2\uparrow \uparrow 259<{\text{Mega}}<2\uparrow \uparrow 260}
W notacji Hiper E mega może zostać zapisana z większą dokładnością jako: {\displaystyle A<{\text{Mega}}<B,} gdzie A jest równe:
```
E19,923,739,028,520,154,087,706,422,945,147,014,652,916,223,529,059,455,829,739,546,236,757,445,592,829,019,852,096,549,871,643,037,231,579,555,867,729,029,727,837,739,722,687,243,833,688,041,650,758,866,703,047,684,995,147,926,044,802,500,789,969,233,229,482,277,620,428,871,361,665,114,606,086,501,621,360,310,636,409,247,822,506,979,293,012,834,235,605,892,457,887,360,583,787,492,777,424,798,206,285,182,369,042,469,497,447,438,158,240,050,711,323,245,053,205,431,372,163,355,524,614,258,748,270,064,178,183,600,550,138,767,745,559,315,784,832,858,638,844,869,498,054,620,521,042,914,198,455,705,585,134,437,206,064,557,323,165,937,735,931,605,786,380,378,378,018,264,857,422,432,758,696,743,477,636,091,751,483,267,310,595,348,292,927,018,011,128,165,226,311,150,554,708,199,087,683,524,760,666,293,693,562,405,279,021,537#255
```

Natomiast B jest równe:
```
E19,923,739,028,520,154,087,706,422,945,147,014,652,916,223,529,059,455,829,739,546,236,757,445,592,829,019,852,096,549,871,643,037,231,579,555,867,729,029,727,837,739,722,687,243,833,688,041,650,758,866,703,047,684,995,147,926,044,802,500,789,969,233,229,482,277,620,428,871,361,665,114,606,086,501,621,360,310,636,409,247,822,506,979,293,012,834,235,605,892,457,887,360,583,787,492,777,424,798,206,285,182,369,042,469,497,447,438,158,240,050,711,323,245,053,205,431,372,163,355,524,614,258,748,270,064,178,183,600,550,138,767,745,559,315,784,832,858,638,844,869,498,054,620,521,042,914,198,455,705,585,134,437,206,064,557,323,165,937,735,931,605,786,380,378,378,018,264,857,422,432,758,696,743,477,636,091,751,483,267,310,595,348,292,927,018,011,128,165,226,311,150,554,708,199,087,683,524,760,666,293,693,562,405,279,021,538#255
```

Mega leży między giggolem {\displaystyle (10\uparrow \uparrow 100)} a giggolplexem {\displaystyle (10\uparrow \uparrow {\text{giggol}}).}
W szybko rosnącej hierarchii mega jest dokładnie równa: {\displaystyle 2^{f_{2}^{257}(2)}.} Wzięło się z to z zasad potęgowania: {\displaystyle {(2^{n})}^{(2^{n})}=2^{n\times 2^{n}}=2^{f_{2}(n)}}